# Aloe mandotoensis
Aloe mandotoensis ist eine Pflanzenart der Gattung der Aloen in der Unterfamilie der Affodillgewächse (Asphodeloideae). Das Artepitheton mandotoensis verweist auf das Vorkommen der Art bei Mandoto auf Madagaskar.

## Beschreibung

### Vegetative Merkmale
Aloe mandotoensis wächst stammlos oder stammbildend, ist einzeln oder verzweigt. Die Stämme erreichen eine Länge von bis zu 30 Zentimeter und sind 3 Zentimeter dick. Die 15 bis 20 aufsteigenden Laubblätter sind eiförmig-spitz. Ihre leuchtend grüne Blattspreite ist 40 bis 45 Zentimeter lang und 5 bis 8 Zentimeter breit. Gelegentlich sind rosafarbene Längsflecken vorhanden. Die rosafarbenen Zähne am Blattrand sind 3 Millimeter lang und stehen 5 bis 7 Millimeter voneinander entfernt.

### Blütenstände und Blüten
Der Blütenstand besteht aus fünf bis elf Zweigen und erreicht eine Länge von 100 Zentimeter. Die fast lockeren, zylindrisch-konischen Trauben sind 20 bis 30 Zentimeter lang. Die Brakteen weisen eine Länge von 10 Millimeter auf. Die zylindrischen, roten Blüten stehen an 12 Millimeter langen, roten Blütenstielen. Die Blüten sind 30 Millimeter lang. Auf Höhe des Fruchtknotens weisen die Blüten einen Durchmesser von 4 bis 5 Millimeter auf. Darüber sind sie zur Mündung auf 7 Millimeter erweitert. Ihre äußeren Perigonblätter sind auf einer Länge von etwa 20 Millimetern nicht miteinander verwachsen. Die Staubblätter und der Griffel ragen 3 bis 4 Millimeter aus der Blüte heraus.

## Systematik und Verbreitung
Aloe mandotoensis ist auf Madagaskar in der Umgebung von Mandoto auf granitartigen Felsen in einer Höhe von etwa 1400 Metern verbreitet.
Die Erstbeschreibung durch Jean-Bernard Castillon wurde 2003 veröffentlicht.

## Nachweise